# دلار بلیز
دلار بلیز (به انگلیسی: Belize dollar) با کد ایزوی BZD، یکای پول رایج در کشور بلیز است. مسئولیت کنترل این یکای پول برعهدهٔ بانک مرکزی بلیز قرار دارد.